# Digitalis nervosa
Digitalis nervosa là một loài thực vật có hoa trong họ Mã đề. Loài này được Steud. & Hochst. ex Benth. mô tả khoa học đầu tiên năm 1846.